# Les Matelles
Les Matelles (okzitanisch: Las Matèlas) ist ein Ort und eine Gemeinde mit 2.068 Einwohnern (Stand 1. Januar 2022) im Département Hérault in der Region Okzitanien in Südfrankreich.

## Lage
Der Ort Les Matelles liegt auf einer Anhöhe etwa 4 km (Luftlinie) südlich des Pic Saint-Loup am Fluss Lirou und ist rund 16 km (Fahrtstrecke) in nördlicher Richtung von Montpellier entfernt. Die Mittelmeerstrände bei Palavas-les-Flots befinden sich etwa 40 km südlich.

## Bevölkerungsentwicklung
| Jahr      | 1800 | 1851 | 1901 | 1954 | 1975 | 1999 | 2017 |
| --------- | ---- | ---- | ---- | ---- | ---- | ---- | ---- |
| Einwohner | 331  | 501  | 485  | 357  | 434  | 1429 | 2003 |

Aufgrund der relativen Nähe zu Montpellier und den vergleichsweise niedrigen Immobilienpreisen ist in Les Matelles in den letzten Jahrzehnten ein deutlicher Anstieg der Bevölkerungszahlen zu verzeichnen gewesen.

## Wirtschaft
Die Einwohner der Gemeinde lebten jahrhundertelang als Selbstversorger (Getreide, Wein, Gemüse) von der Landwirtschaft; die Stadt Montpellier kam wegen ihrer geringen Entfernung als Marktort für Gemüse infrage. Seit den 1960er Jahren spielt der Tourismus eine zunehmend wichtige Rolle im Wirtschaftsleben des Ortes.

## Geschichte
Die Geschichte des Ortes ist nur wenig erforscht. Die romanische Kirche weist auf eine mittelalterliche Besiedlung hin; er erlebte eine Blütezeit im 15./16. Jahrhundert.

## Sehenswürdigkeiten

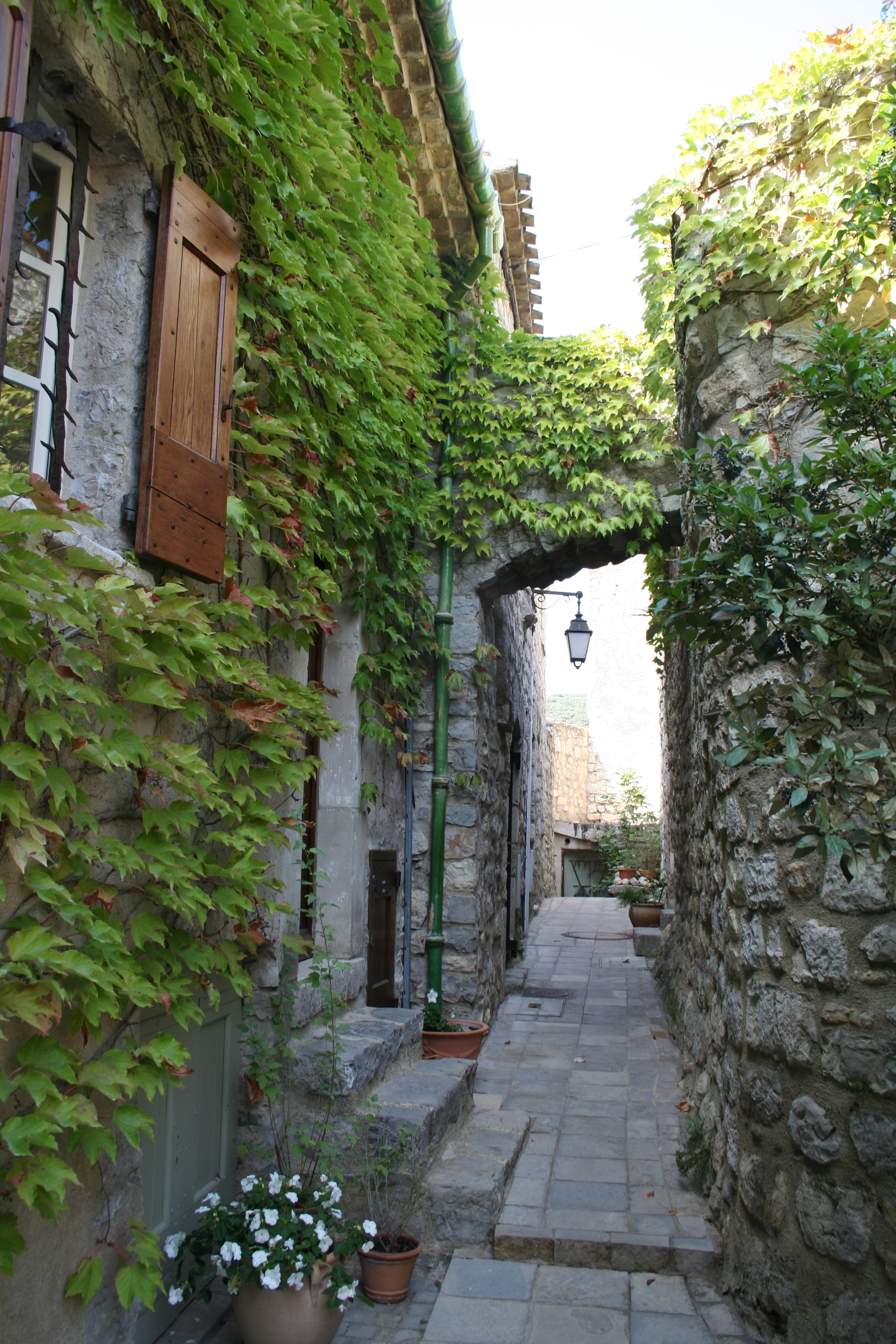
Gasse im Ort

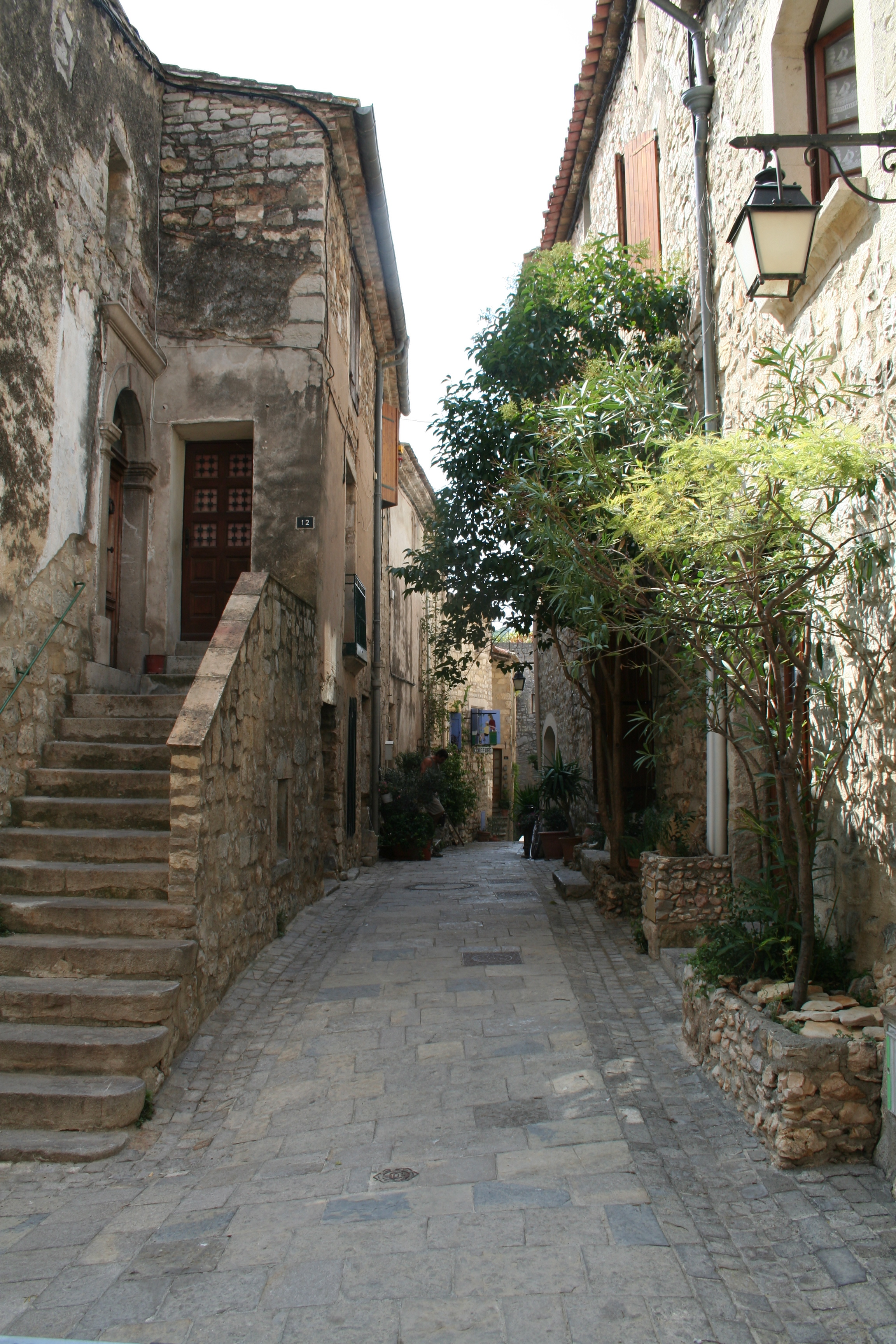
Gasse im Ort

- Teile der mittelalterlichen Stadtmauer (remparts) mitsamt zweier Tore (Porte du Pont Levis und Porte du Clocher) sind in gutem Zustand erhalten.
- Die zum Teil von Bruchsteinhäusern gesäumten Gassen sind reizvoll von Grünpflanzen gesäumt und manchmal sogar überbaut oder von Strebebögen überfangen.
- Die in ihrem Ursprung romanische Pfarrkirche Sainte-Marie wurde im 14. oder 15. Jahrhundert umgestaltet. Im Jahr 1715 stürzte das Gewölbe ein und zwei Jahre später der Glockenturm, der beim Wiederaufbau der Kirche durch einen zweigeteilten Glockengiebel (clocher mur) ersetzt wurde. Ein neuer Glockenturm wurde kurioserweise über einem Stadttor in unmittelbarer Nähe neu erbaut. Das Kirchenschiff ist tonnengewölbt.

## Persönlichkeiten
Die in Algier geborene, als Findelkind abgegebene und von einem älteren Ehepaar adoptierte französische Schriftstellerin Albertine Sarrazin (1937–1967) lebte kurz vor ihrem Tod einige Monate in Les Matelles.